# Vsevolod Mejerhold
Vsevolod Mejerhold (ruski: Всеволод Эмильевич Мейерхольд; Penza, Rusko Carstvo, 28. siječnja 1865. – Moskva, Sovjetski Savez, 2. veljače 1940.) ruski je filmski redatelj i glumac.

## Filmovi
- Slika Doriana Graya (1915.)[1]
- Jak čovjek (1917.)

## Vanjske poveznice
- Vsevolod Mejerhold na kino-teatr.ru